# Bahnhof Flughafen Wien

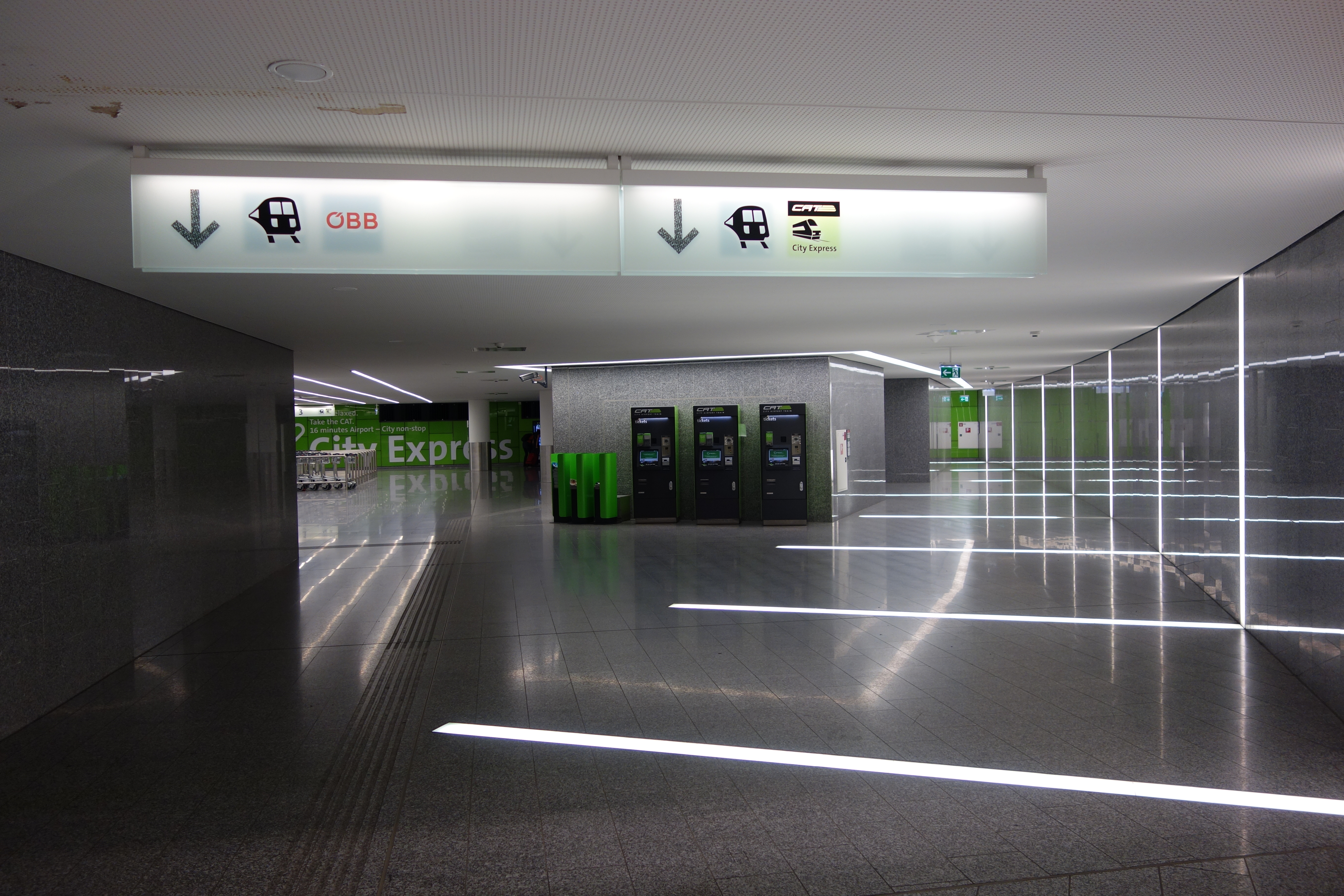
Zugang Ost

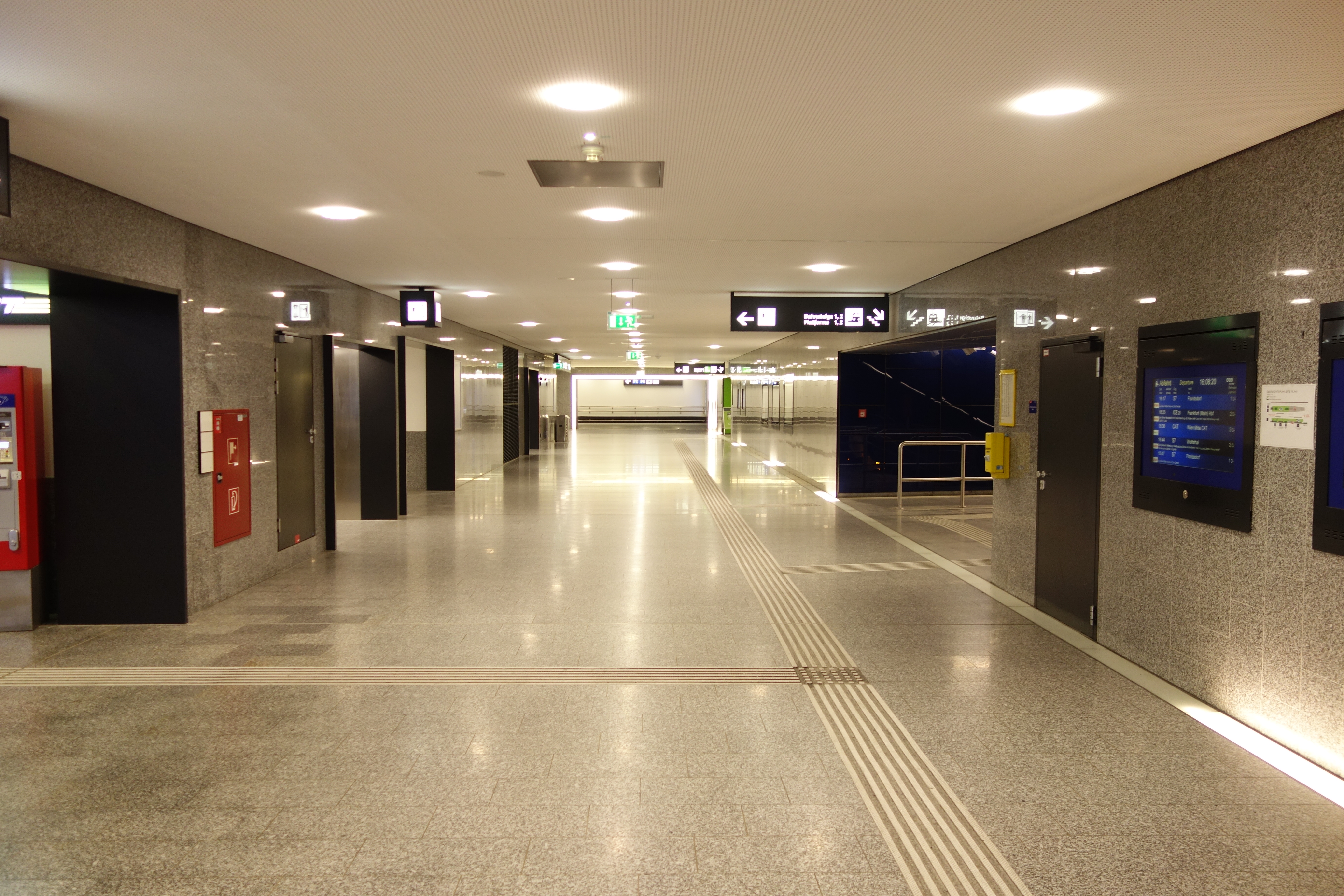
Zugang Mitte

Der Bahnhof Flughafen Wien (vor Umbau: Flughafen Wien-Schwechat) ist der in der niederösterreichischen Gemeinde Schwechat gelegene, unterirdische Bahnhof des Flughafens Wien-Schwechat mit S-Bahn-, Regionalzug-, CAT- und Fernverkehrsanschluss.

## Anlage
Die zur Gänze unterirdische Gleisanlage besteht aus dem westlich gelegenen zweigleisigen Abschnitt, dem dreigleisigen Haltestellenbereich und einem östlich anschließenden, zweiröhrigen Tunnelabschnitt mit eingleisigen Tunnelröhren. Die drei Bahnsteige, ein Mittel- und ein Seitenbahnsteig, weisen eine Länge von 450 Metern auf. Sie sind mit Nummern gekennzeichnet und mittels Buchstaben in die Sektoren A bis F eingeteilt.
Zugänge befinden sich an beiden Enden und in der Mitte der Bahnsteige. Das Terminal kann aber nur über den östlichen und mittleren Aufgang erreicht werden. Während der östliche über Rolltreppen und Rampen direkt mit der Ankunftshalle verbunden ist, besteht am mittleren Aufgang zusätzlich auch die Möglichkeit an die Oberfläche und über eine Verteilerpassage in die Airport City zu gelangen. Aufzüge befinden sich ebenso nur an diesen beiden Zugängen, wobei nur jener am östlichen Bahnsteigende alle Terminalebenen direkt anfährt. Um den unterirdischen Bahnhof im städtebaulichen Kontext des Flughafens sichtbar zu machen, hat dieser Zugang an der Oberfläche ein verglastes Aufnahmegebäude erhalten.

## Umbau
Von Anfang 2003 bis Dezember 2014 wurde der Bahnhof als Gemeinschaftsprojekt der ÖBB Infrastruktur AG und der Flughafen Wien AG zu einem fernzugtauglichen Bahnhof erweitert und grundlegend neugestaltet. Darüber hinaus wurde der Anschluss an den 2012 eröffneten Terminal 3 hergestellt. Im Zusammenhang mit den Verzögerungen beim Bau der Terminalerweiterung wurde die Baustelle Ende 2009 bis ins Jahr 2012 komplett stillgelegt, um anfallende Kosten niedrig zu halten.
Ziel des Umbaus war die Vergrößerung des Bahnhofsquerschnittes, die Verlängerung aller drei Bahnsteige von 200 auf 450 Meter und die Schaffung zusätzlicher Aufgänge. Die Gleisanlage wurde erweitert, der Pistentunnel (er unterfährt Teile der Piste 16/34 und der nordöstlichen Vorfeldbereiche) um eine zweite Röhre ergänzt; der zweigleisige Streckenabschnitt damit bis nach dem Tunnel verlängert. Zwischen den beiden Röhren verblieb ein Erdkern von 3 bis 6 Meter Dicke. Vor dem Ostportal wurde eine Wendeanlage errichtet.
Östlich des alten Bestandsbahnhofs wurde ein neuer Bahnsteigbereich errichtet. Dieser stellt die Verlängerung der drei Bahnsteigkanten dar und war von 2008 bis 2014 allein in Betrieb. Der alte Bahnsteigbereich blieb vorerst noch für den CAT in Funktion, ehe er gesperrt, anschließend teilweise abgetragen und dem neugebauten östlichen Pendant angeglichen wurde. Im Vollbetrieb stehen den Fahrgästen nun drei 450 Meter lange Bahnsteige mit jeweils drei Aufgängen zur Verfügung.
Alle Neubauten erfolgten in offener Bauweise, die Gesamtkosten beliefen sich auf 118,8 Millionen Euro.
Die Planung übernahmen die Büros Zechner & Zechner, Werner Consult und Tecton Consult.

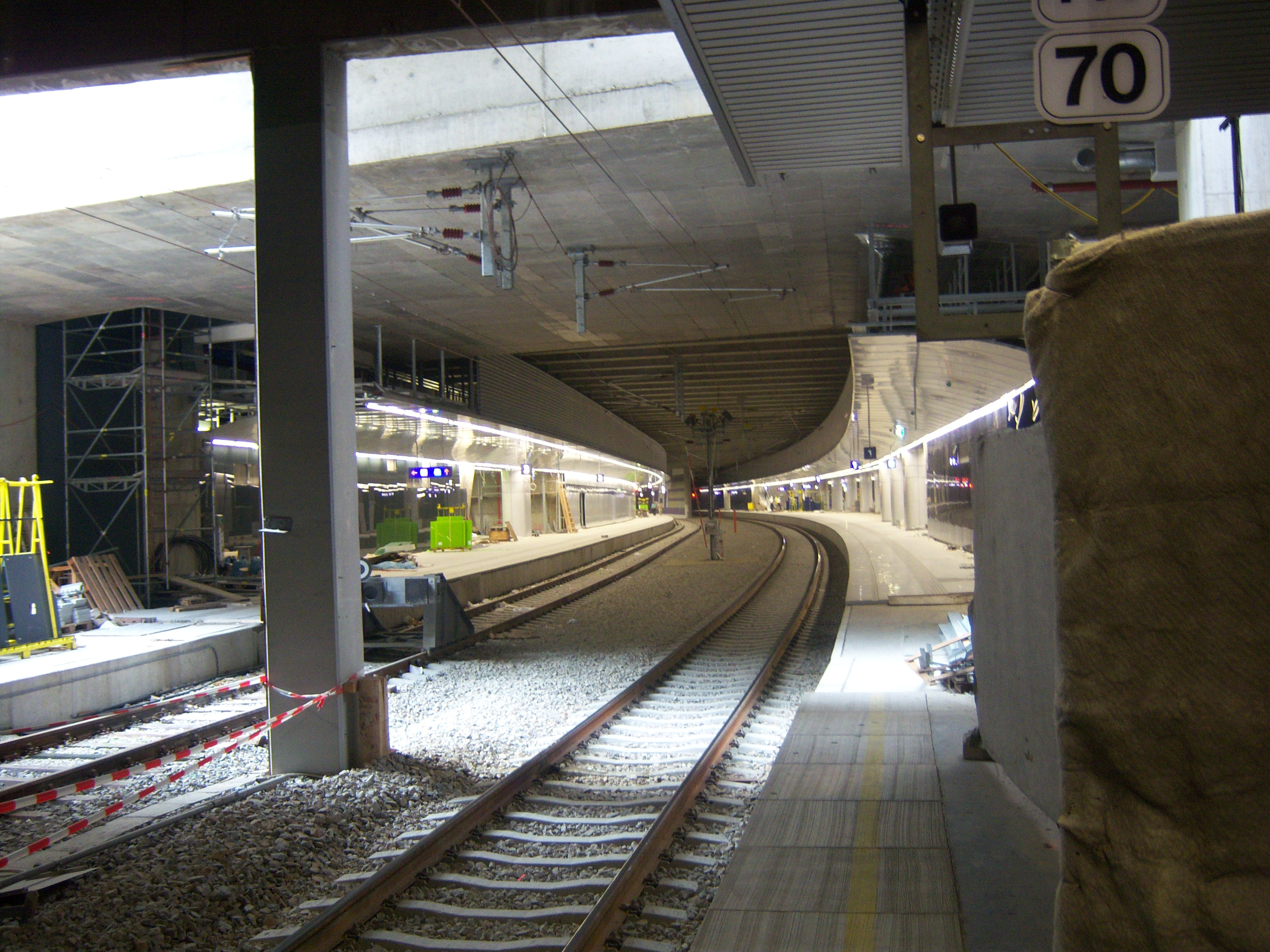
Neu gebauter Bahnsteigbereich (östlich) vor der Eröffnung im August 2008
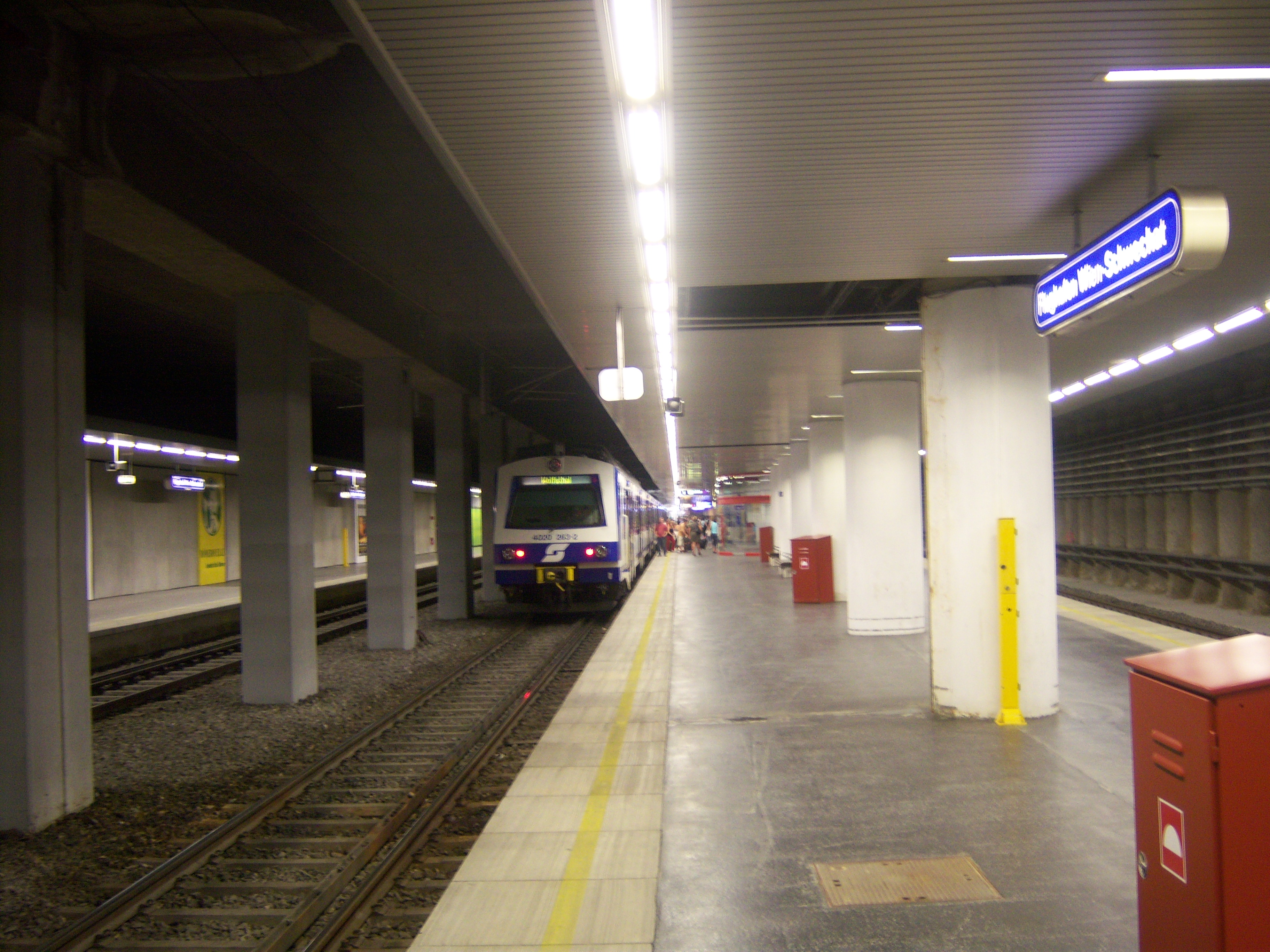
Alter Bahnhof (westlich) im August 2008 …
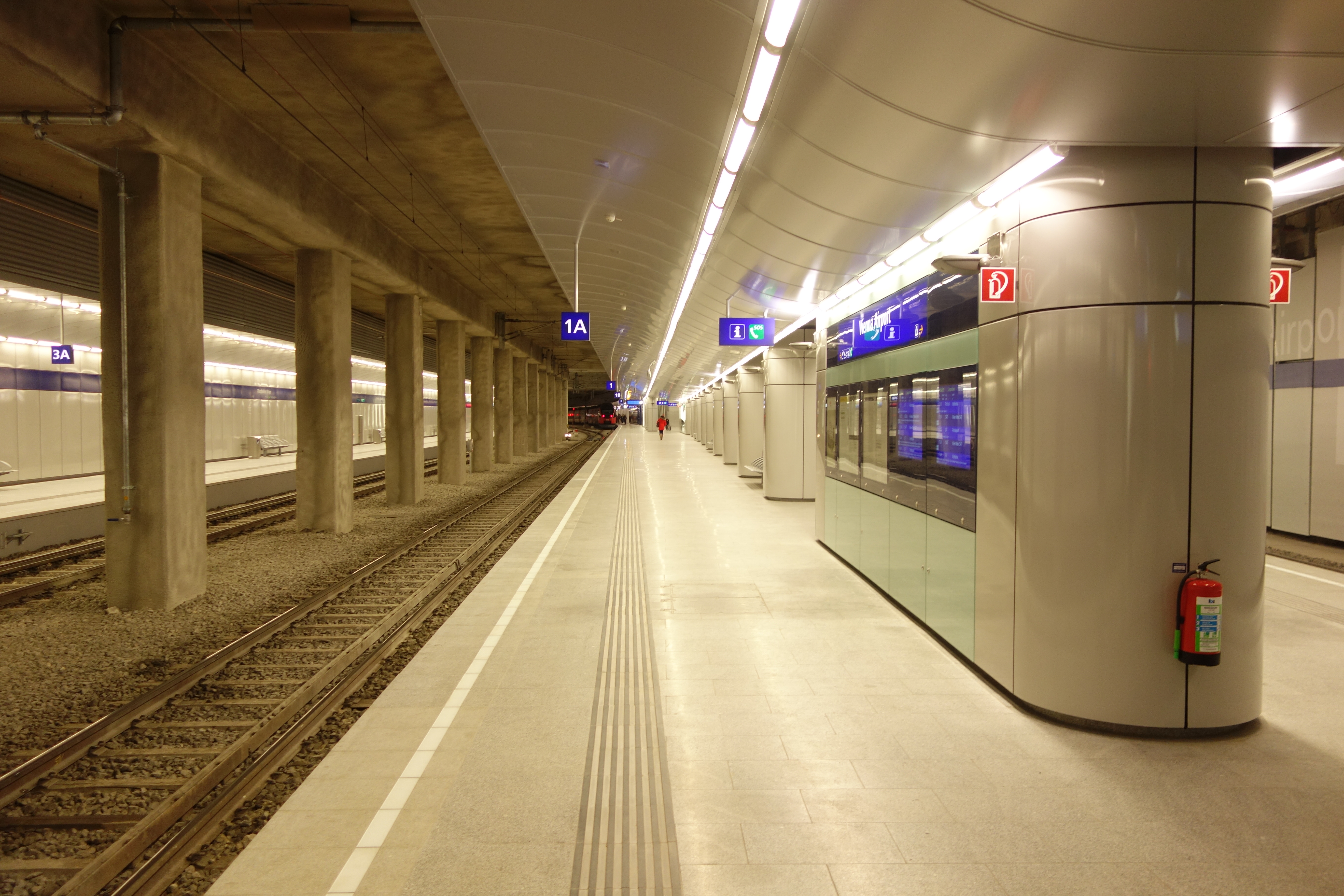
… und im Jänner 2015 nach dem Umbau
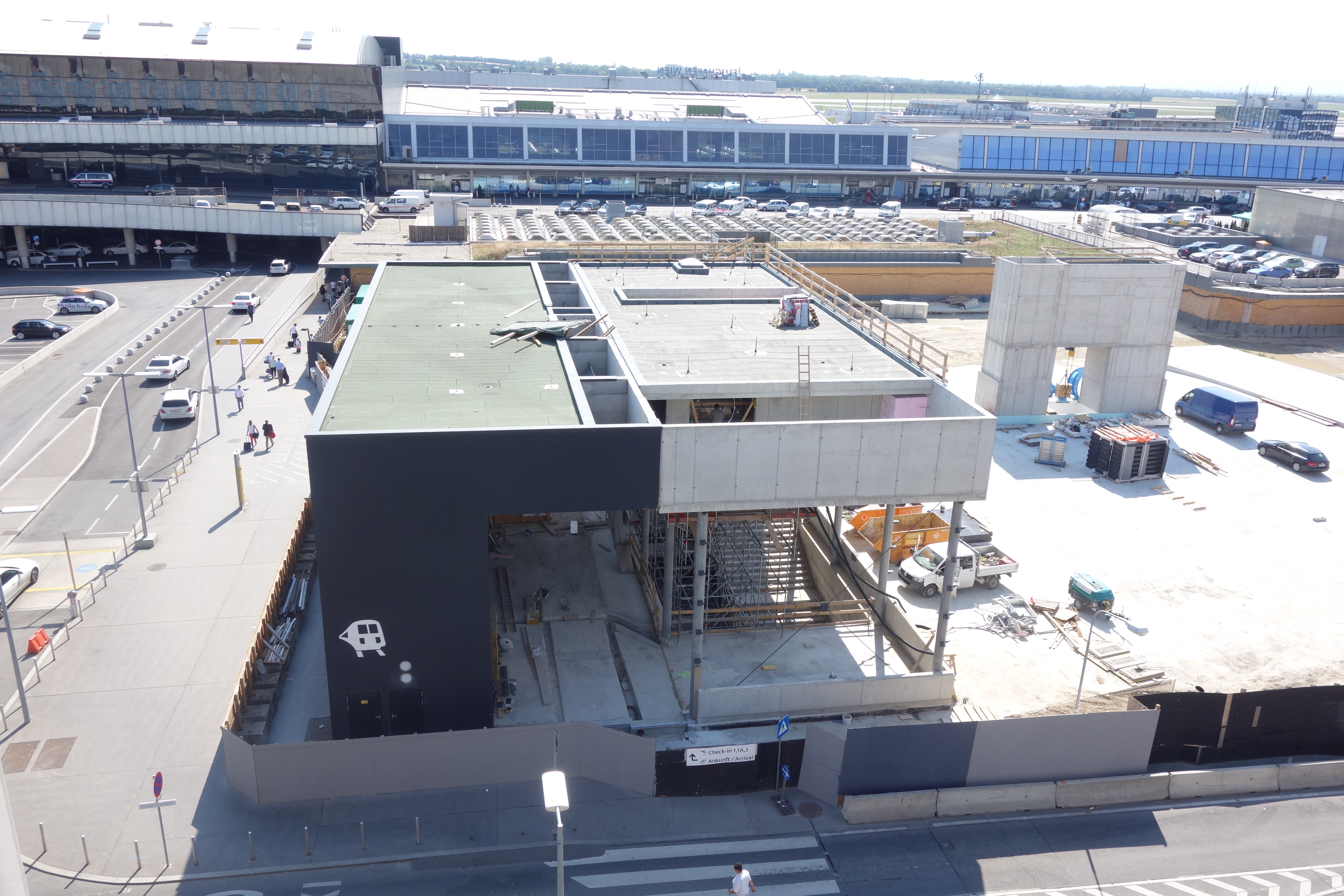
Der westliche Zugang (schwarz) wurde erweitert und liegt nun in der Bahnsteigmitte
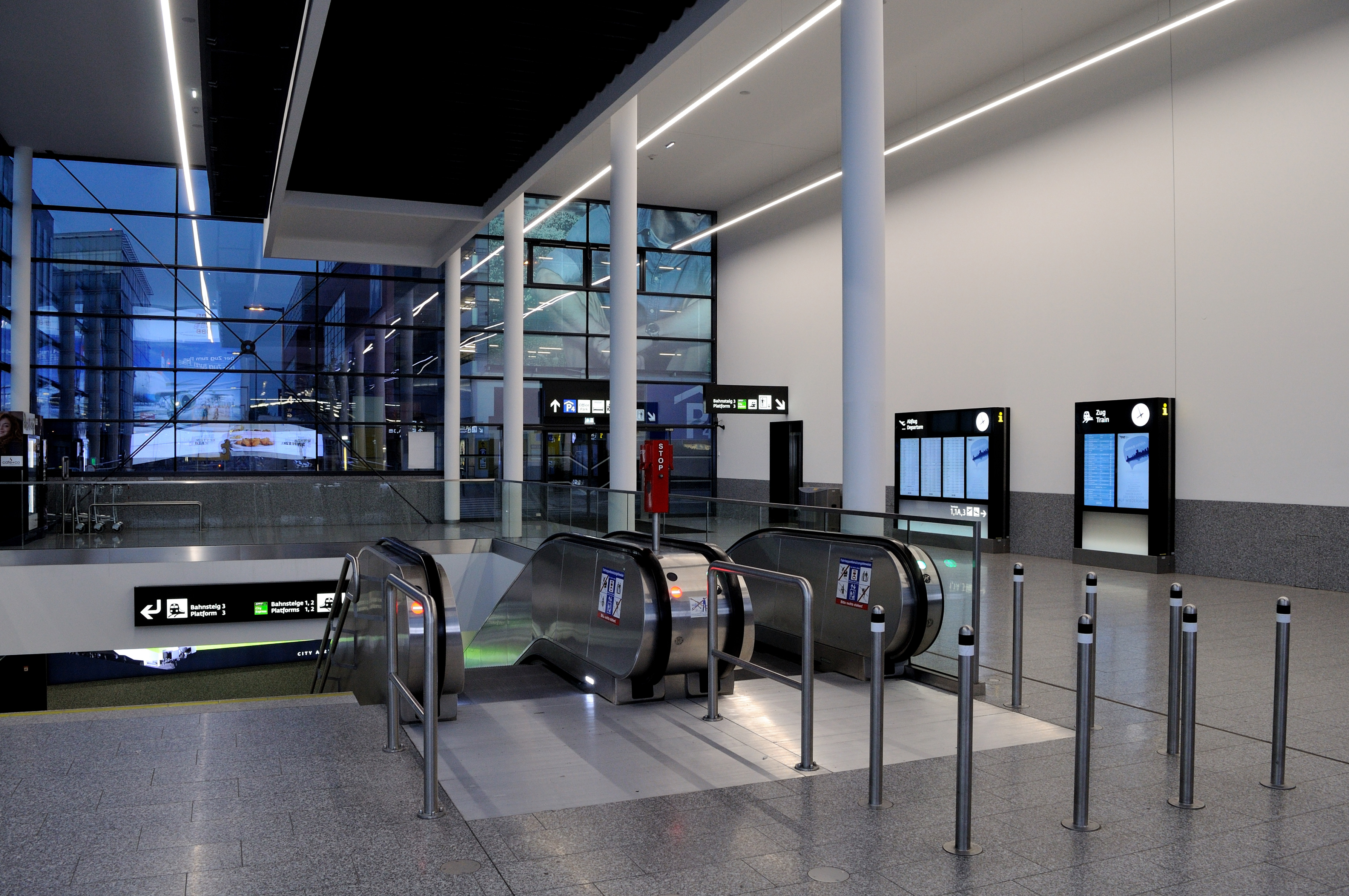
Das fertiggestellte mittlere Aufnahmegebäude im April 2016
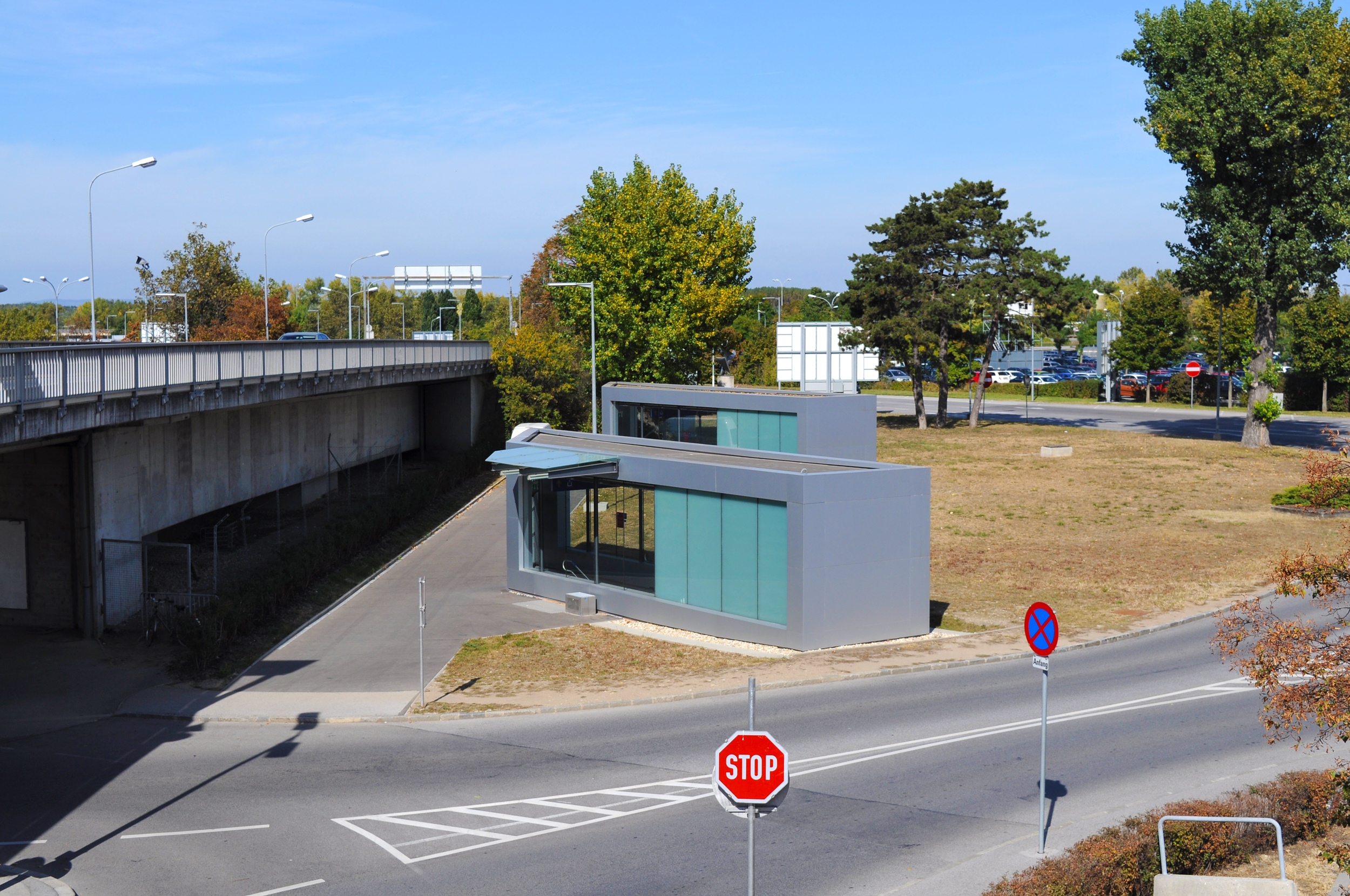
Neuer Zugang beim Tower an der Nordstraße

## Sicherheitskonzept
Beim Um- und Neubau galt es vor allem, die Anlagen nach den geltenden Brandschutznormen zu errichten bzw. die Bestandskonstruktionen entsprechend zu ertüchtigen. Neben Standardsicherheitseinrichtungen wurden fixe Löschwasserleitungen und eine Videoüberwachung eingebaut und vor allem die Belange des Brandschutzes (besonders an der Stahlbetonstruktur) beachtet. Die Brandmeldeanlage ist im Brandmeldesystem der Flughafenfeuerwehr eingebunden und ebenso wie die Notruffernsprecher im Tunnel zusätzlich auch mit einem Notfallbereichsbahnhof verbunden. Im zweiröhrigen Tunnelabschnitt östlich der Bahnsteige sind Querschläge zwischen den Röhren vorhanden. Aus Brandschutzgründen besteht der neue Rohbau und revitalisierte Bestand aus Faserbeton. Bei raschem Temperaturanstieg durch Feuer soll damit ein Abplatzen einzelner Betonschichten wie auch die Freilegung der Bewehrung verhindert werden. Das Tunnelbauwerk ist darüber hinaus konstruktiv auf fünf verschiedene Standzeiten ausgelegt. Abhängig von der Oberflächennutzung liegen diese zwischen 30 und 180 Minuten. Die Brandrauchentlüftung erfolgt über Strahlventilatoren in den Tunnelbereichen und einer Absaugung im Bahnsteigbereich.

## Architektur
Das Stationsdesign folgt dem Gestaltungsprinzip der im Jahr 2002 eröffneten, ebenfalls durch Zechner & Zechner konzipierten Haltestellen Rennweg und St. Marx.
Die Stahlbetonstruktur ist durchwegs hinter Vorsatzschalen aus Metall verborgen. Nur in den Abgangsbereichen wurde mit blauen Glaselementen gearbeitet (Im Bahnsteigbereich des CAT sind diese gemäß der Leitfarbe der Zuggattung in grün gehalten). Die Wände hinter der Gleiszone sind mit bedruckten Folien verkleidet.
Die geschwungene Bahnsteigüberdachung wird indirekt durch Strahler, die Bahnsteige selbst, über durchgehende Lichtbänder an Kanten wie auch durch hinterleuchtete Glasflächen beleuchtet.
In den Zugangsebenen und Passagen kamen im Wand- und Bodenbereich Natursteinoberflächen zur Ausführung. Die Ausleuchtung in diesen Bereichen beschränkt sich auf Lichtlinien im Decken-, Wand- und Bodenbereich, sowie klassischen Downlights.

## Betrieb
S-Bahn-, Regional- und Fernverkehrszüge halten an den Bahnsteigen 1 und 2. Der City Airport Train (CAT) benützt den östlichen Teil des Bahnsteigs 3 und gelangt über eine Gleisverbindung zu Gleis 2. Somit kann im westlichen Teil von Bahnsteig 3 ebenfalls ein Zug halten, ohne den CAT zu blockieren.

### Nah- und Regionalverkehr
| Linie              | Strecke | Taktfrequenz    |
| ------------------ | --- | --------------- |
| S7                 | (Laa an der Thaya –) Mistelbach – Wolkersdorf – Wien Floridsdorf – Wien Handelskai – Wien Traisengasse – Wien Praterstern – Wien Mitte – Wien Rennweg – Wien St. Marx – Wien Geiselbergstraße – Wien Zentralfriedhof – Wien Kaiserebersdorf – Schwechat – Mannswörth – Flughafen Wien – Fischamend – Maria Ellend a.d. Donau – Haslau – Regelsbrunn – Wildungsmauer – Petronell-Carnuntum – Bad Deutsch-Altenburg – Hainburg a.d. Donau Kulturfabrik – Hainburg a.d. Donau Personenbahnhof – Hainburg a.d. Donau Ungartor – Wolfsthal \|\| stündlich |                 |
| R                  | Wien Floridsdorf – Wien Handelskai – Wien Traisengasse – Wien Praterstern – Wien Mitte – Wien Rennweg – Schwechat – Flughafen Wien – Fischamend – Maria Ellend a.d. Donau – (Regelsbrunn –) Petronell-Carnuntum – Bad Deutsch-Altenburg – Hainburg a.d. Donau Kulturfabrik – Hainburg a.d. Donau Personenbahnhof – Hainburg a.d. Donau Ungartor – Wolfsthal | Nur zur HVZ     |
| City Airport Train | Wien Mitte – Flughafen Wien | halbstündlich 1 |

### Fernverkehr

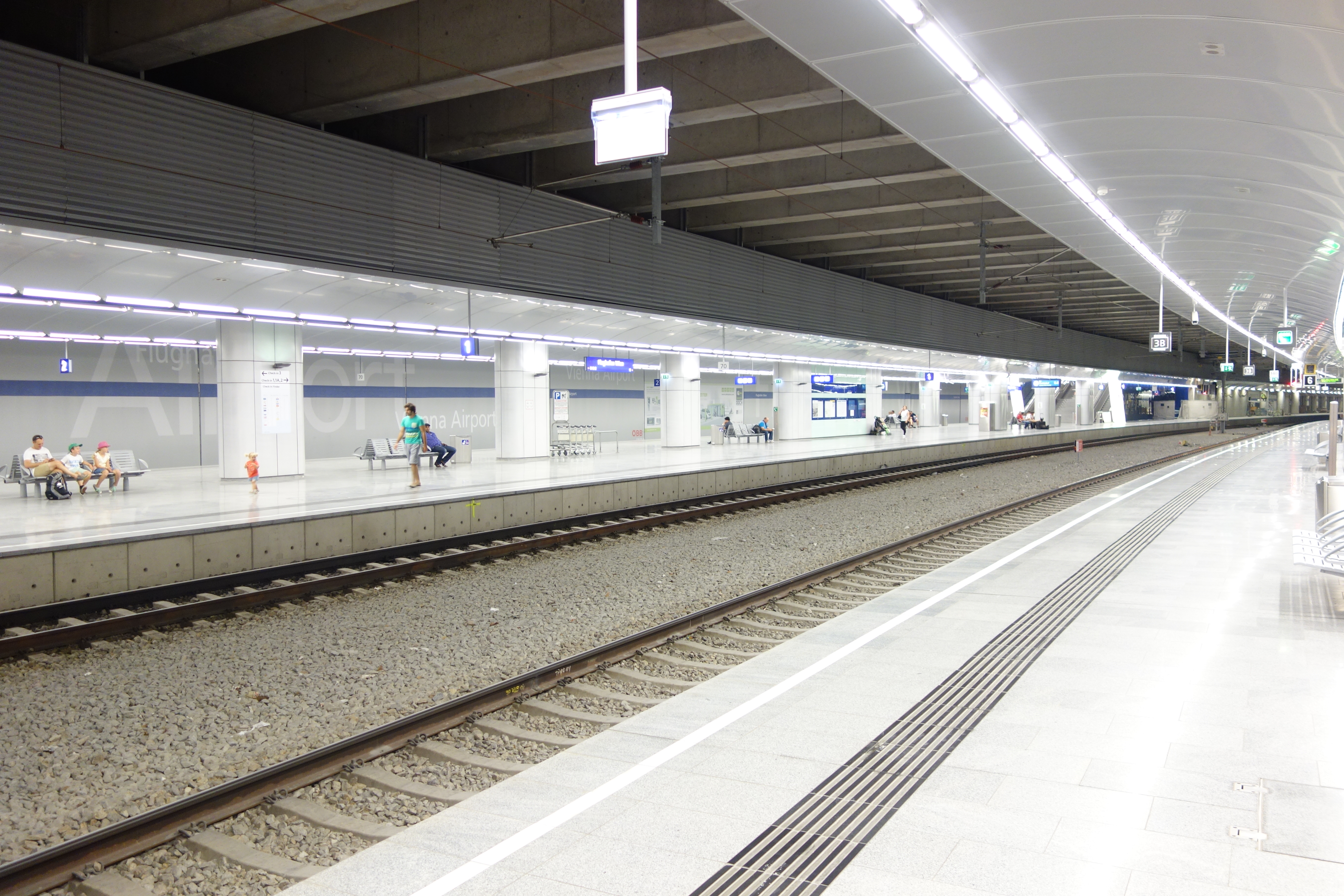
Der östliche Bahnhofsbereich

Zum Flughafen verkehrt Fernverkehr aus dem Süden und Westen Österreichs. Ermöglicht wurde diese Anbindung durch die sogenannte Klederinger Schleife, eine Neubaustrecke, welche auf 2,1 km Länge die Ostbahn mit der Pressburger Bahn verbindet. Seither kann der Wiener Hauptbahnhof vom Flughafen aus in rund 15 Minuten Fahrzeit umsteigefrei erreicht werden.
Die Fernverkehrsanbindung des Flughafens erfolgte in mehreren Phasen. Im ersten Betriebsjahr, ab 14. Dezember 2014, boten die ÖBB im 2-Stunden-Takt eine ICE-Direktverbindung. Ab 13. Dezember 2015 wurden stattdessen Railjet- und InterCity-Kurse zum Flughafen weitergeführt. Seither besteht ein halbstündiges Angebot. Seit dem Fahrplanwechsel am 11. Dezember 2016 werden sämtliche Fernverkehrsleistungen zum Flughafen mit Railjet-Garnituren bedient.
| Linie                     | Strecke |
| ------------------------- | --- |
| (Richtung Westösterreich) | Innsbruck Hbf – Wörgl Hbf – Kufstein – Salzburg Hbf – Linz Hbf – St. Pölten Hbf – Wien Meidling – Wien Hbf – Flughafen Wien |
| (Richtung Westösterreich) | (Bregenz – Dornbirn – Feldkirch – Bludenz – Langen a. Arlberg – Landeck-Zams – Imst-Pitztal – Innsbruck Hbf – Jenbach – Wörgl Hbf –) Salzburg Hbf – Attnang-Puchheim – Wels Hbf – Linz Hbf – St. Valentin – Amstetten – St. Pölten Hbf – Tullnerfeld – Wien Meidling – Wien Hbf – Flughafen Wien |
| (Richtung Südösterreich)  | Graz Hbf – Bruck a. d. Mur – Kapfenberg – Mürzzuschlag – (Semmering – ) Wr. Neustadt Hbf – Wien Meidling – Wien Hbf – Flughafen Wien |

(Einige Relationen werden nur bis Wien Hbf, Linz Hbf bzw. Feldkirch geführt. Zwei Zugpaare verkehren über Salzburg Hbf weiter nach Klagenfurt Hbf. Ein Mal pro Tag wird je eine Verbindung über Salzburg Hbf nach München Hbf und eine über Innsbruck nach Zürich HB angeboten.)

#### AiRail
Auf der Strecke Salzburg–Linz–Flughafen Wien bieten die ÖBB mit Austrian Airlines eine Kooperation unter dem Namen AIRail an. Dabei besteht die Möglichkeit, die Zugfahrt und einen Anschlussflug in einem Ticket zu buchen. Reisende können dazu bereits am Salzburger und Linzer Hauptbahnhof für ihren Flug einchecken, jedoch nicht das Gepäck aufgeben. Im Rahmen dieses Abkommens stellte Austrian vier von fünf Inlandsflügen zwischen Wien und Linz ein. Im Jänner und Februar 2015 wurden jeweils rund 50.000 Fahrgäste gezählt. Etwa die Hälfte der abfahrenden Reisenden fuhr bis zum Wiener Hauptbahnhof. Ab 1. Juni 2015 weitete Austrian Airlines das Angebot um vier Flüge aus. Seit 2017 wird das Service auch von und nach Salzburg angeboten. Die Zugverbindungen auf den Strecken tragen zusätzlich eine OS-Flugnummer.

#### Rail & Fly
Seit Juni 2016 bieten die ÖBB unter dem Titel Rail & Fly Austria die Möglichkeit Tickets von einem beliebigen Bahnhof in Österreich zu allen Destinationen im Streckennetz von teilnehmenden Fluggesellschaften zu buchen. Die Reisebuchung für die Bahnreise erfolgt dabei ebenfalls über den Vertriebskanal der jeweiligen Fluglinie.

#### Gepard Express
Weiters bedient das tschechische Bahnunternehmen Gepard Express den Flughafenbahnhof mit einem Zugpaar von Brünn Hauptbahnhof aus.